# Temporada 1900-1901 del FC Barcelona
La temporada 1900-01 va ser la 2a de la història del Foot-ball Club Barcelona. L'entitat ja compta amb 51 socis i acaba la temporada com a subcampió de la Copa Macaya.

## Fets destacats

### 1900
- El primer trofeu (un objecte de bronze) l'aconseguí amb el seu màxim rival, l'FC Català, després de guanyar-lo per 3 a 1 a l'últim partit disputat al camp de la Bonanova. Aquest enfrontament estrenà la temporada 1900-01.
- 18 de novembre: El Barça passa a jugar a un camp contigu a l'Hotel Casanovas. El primer partit el disputà amb l'Hispània (0-0).
- 23 de desembre: Primer partit amb la Societat Espanyola de Futbol, que posteriorment es convertiria en el RCD Espanyol. El partit acabà sense gols en un ambient de germanor. El Barça jugà sense estrangers en deferència al seu rival.

### 1901
- 27 de gener: Primera victòria del Barcelona en competició oficial. Va ser a la Copa Macaya: Barcelona, 4 - Societat Espanyola de Futbol, 1. Joan Gamper marcà els 4 gols.
- 17 de març: Victòria més àmplia de la història, obtinguda a la Copa Macaya: Tarragona, 0 - Barça, 18. Gamper marcà 9 gols.
- 25 d'abril: Bartomeu Terrades succeeix Walter Wild a la presidència.

## Plantilla
Font:
| N.                            | Pos. | Nac. | Jugador             | Total | Total | Copa Macaya | Copa Macaya | Amistosos | Amistosos |
| N.                            | Pos. | Nac. | Jugador             | PJ    | Gols  | PJ          | Gols        | PJ        | Gols      |
| ----------------------------- | ---- | --- | ------------------- | ----- | ----- | ----------- | ----------- | --------- | --------- |
| —                             | POR  | [[Fitxer:Flag of Catalonia.svg\|23x15px\|border \|alt=Catalunya\|link=Selecció de futbol de Catalunya\|{{#if:\|]]            | Vicenç Reig         | 11    | -4    | 6           | -4          | 5         | -         |
| —                             | POR  | [[Fitxer:Flag of England.svg\|23x15px\|border \|alt=Anglaterra\|link=Selecció de futbol d'Anglaterra\|{{#if:\|]]             | A.J. Smart          | 5     | 0     | 1           | 0           | 4         | -         |
| —                             | DEF  | [[Fitxer:Flag of Scotland.svg\|23x15px\|border \|alt=Escòcia\|link=Selecció de futbol d'Escòcia\|{{#if:\|]]                  | David Mauchan       | 7     | 1     | 6           | 1           | 1         | 0         |
| —                             | DEF  | [[Fitxer:Flag of Scotland.svg\|23x15px\|border \|alt=Escòcia\|link=Selecció de futbol d'Escòcia\|{{#if:\|]]                  | Geordie Girvan      | 8     | 2     | 6           | 2           | 2         | 0         |
| —                             | DEF  | [[Fitxer:Flag of Catalonia.svg\|23x15px\|border \|alt=Catalunya\|link=Selecció de futbol de Catalunya\|{{#if:\|]]            | Lluís Puelles       | 3     | 0     | 1           | 0           | 2         | 0         |
| —                             | MIG  | [[Fitxer:Flag of Catalonia.svg\|23x15px\|border \|alt=Catalunya\|link=Selecció de futbol de Catalunya\|{{#if:\|]]            | Bartomeu Terradas   | 10    | 1     | 6           | 1           | 4         | 0         |
| —                             | MIG  | [[Fitxer:Flag of Catalonia.svg\|23x15px\|border \|alt=Catalunya\|link=Selecció de futbol de Catalunya\|{{#if:\|]]            | Miquel Valdés       | 12    | 0     | 6           | 0           | 6         | 0         |
| —                             | MIG  | [[Fitxer:Flag of the German Empire.svg\|23x15px\|border \|alt=Imperi Alemany\|link=Selecció de futbol d'Alemanya\|{{#if:\|]] | Otto Maier          | 9     | 7     | 3           | 0           | 6         | 7         |
| —                             | MIG  | [[Fitxer:Flag of Switzerland.svg\|23x16px\|border \|alt=Suïssa\|link=Selecció de futbol de Suïssa\|{{#if:\|]]                | Walter Wild         | 3     | 0     | 2           | 0           | 1         | 0         |
| —                             | MIG  | [[Fitxer:Flag of Catalonia.svg\|23x15px\|border \|alt=Catalunya\|link=Selecció de futbol de Catalunya\|{{#if:\|]]            | Pere Cabot Roldós   | 4     | 0     | 1           | 0           | 3         | 0         |
| —                             | MIG  | [[Fitxer:Flag of Catalonia.svg\|23x15px\|border \|alt=Catalunya\|link=Selecció de futbol de Catalunya\|{{#if:\|]]            | Josep Llobet        | 6     | 0     | 1           | 0           | 5         | 0         |
| —                             | DAV  | [[Fitxer:Flag of Scotland.svg\|23x15px\|border \|alt=Escòcia\|link=Selecció de futbol d'Escòcia\|{{#if:\|]]                  | A. Black            | 8     | 5     | 6           | 5           | 2         | 0         |
| —                             | DAV  | [[Fitxer:Flag of England.svg\|23x15px\|border \|alt=Anglaterra\|link=Selecció de futbol d'Anglaterra\|{{#if:\|]]             | John Parsons        | 11    | 10    | 6           | 8           | 5         | 2         |
| —                             | DAV  | [[Fitxer:Flag of Switzerland.svg\|23x16px\|border \|alt=Suïssa\|link=Selecció de futbol de Suïssa\|{{#if:\|]]                | Hans Gamper         | 10    | 39    | 6           | 31          | 4         | 8         |
| —                             | DAV  | [[Fitxer:Flag of Catalonia.svg\|23x15px\|border \|alt=Catalunya\|link=Selecció de futbol de Catalunya\|{{#if:\|]]            | Arthur Witty        | 12    | 4     | 6           | 3           | 6         | 1         |
| —                             | DAV  | [[Fitxer:Flag of England.svg\|23x15px\|border \|alt=Anglaterra\|link=Selecció de futbol d'Anglaterra\|{{#if:\|]]             | W.J. Freeman        | 2     | 0     | 2           | 0           | 0         | 0         |
| —                             | DAV  | [[Fitxer:Flag of England.svg\|23x15px\|border \|alt=Anglaterra\|link=Selecció de futbol d'Anglaterra\|{{#if:\|]]             | Stanley Harris      | 4     | 0     | 1           | 0           | 3         | 0         |
| Equip reserva                 |      | |                     |       |       |             |             |           |           |
| —                             | DEF  | [[Fitxer:Flag of Catalonia.svg\|23x15px\|border \|alt=Catalunya\|link=Selecció de futbol de Catalunya\|{{#if:\|]]            | Manuel de Castellví | 4     | 0     | 0           | 0           | 4         | 0         |
| —                             | DEF  | [[Fitxer:Flag of Catalonia.svg\|23x15px\|border \|alt=Catalunya\|link=Selecció de futbol de Catalunya\|{{#if:\|]]            | Ernest Witty        | 2     | 0     | 0           | 0           | 2         | 0         |
| —                             | DEF  | [[Fitxer:Flag of Catalonia.svg\|23x15px\|border \|alt=Catalunya\|link=Selecció de futbol de Catalunya\|{{#if:\|]]            | Enric Caralt        | 1     | 0     | 0           | 0           | 1         | 0         |
| —                             | DEF  | [[Fitxer:Flag of Catalonia.svg\|23x15px\|border \|alt=Catalunya\|link=Selecció de futbol de Catalunya\|{{#if:\|]]            | Ricard Negre        | 1     | 0     | 0           | 0           | 1         | 0         |
| —                             | MIG  | [[Fitxer:Flag placeholder.svg\|23x15px\| \|alt=\|link=Selecció de futbol\|{{#if:\|]]                                         | Fernando Blanco     | 4     | 0     | 0           | 0           | 4         | 0         |
| —                             | MIG  | [[Fitxer:Flag of Catalonia.svg\|23x15px\|border \|alt=Catalunya\|link=Selecció de futbol de Catalunya\|{{#if:\|]]            | Manel Grau i Solé   | 2     | 0     | 0           | 0           | 2         | 0         |
| —                             | MIG  | [[Fitxer:Flag of Catalonia.svg\|23x15px\|border \|alt=Catalunya\|link=Selecció de futbol de Catalunya\|{{#if:\|]]            | Jaume Torres        | 2     | 0     | 0           | 0           | 2         | 0         |
| —                             | MIG  | [[Fitxer:Flag of Catalonia.svg\|23x15px\|border \|alt=Catalunya\|link=Selecció de futbol de Catalunya\|{{#if:\|]]            | Josep Vidal         | 2     | 0     | 0           | 0           | 2         | 0         |
| —                             | MIG  | [[Fitxer:Flag of Catalonia.svg\|23x15px\|border \|alt=Catalunya\|link=Selecció de futbol de Catalunya\|{{#if:\|]]            | Josep Maria Torres  | 1     | 0     | 0           | 0           | 1         | 0         |
| —                             | MIG  | [[Fitxer:Flag of Catalonia.svg\|23x15px\|border \|alt=Catalunya\|link=Selecció de futbol de Catalunya\|{{#if:\|]]            | Josep Elias         | 1     | 0     | 0           | 0           | 1         | 0         |
| —                             | MIG  | [[Fitxer:Flag placeholder.svg\|23x15px\| \|alt=\|link=Selecció de futbol\|{{#if:\|]]                                         | Adolfo López        | 1     | 0     | 0           | 0           | 1         | 0         |
| —                             | DAV  | [[Fitxer:Flag of Catalonia.svg\|23x15px\|border \|alt=Catalunya\|link=Selecció de futbol de Catalunya\|{{#if:\|]]            | Francesc Cruzate    | 1     | 0     | 0           | 0           | 1         | 0         |
| —                             | DAV  | [[Fitxer:Flag of Catalonia.svg\|23x15px\|border \|alt=Catalunya\|link=Selecció de futbol de Catalunya\|{{#if:\|]]            | Lluís d'Ossó        | 7     | 2     | 0           | 0           | 7         | 2         |
| —                             | DAV  | [[Fitxer:Flag of Catalonia.svg\|23x15px\|border \|alt=Catalunya\|link=Selecció de futbol de Catalunya\|{{#if:\|]]            | Pere Sayé           | 4     | 1     | 0           | 0           | 4         | 1         |
| —                             | DAV  | [[Fitxer:Flag of Catalonia.svg\|23x15px\|border \|alt=Catalunya\|link=Selecció de futbol de Catalunya\|{{#if:\|]]            | Miquel Vidal        | 1     | 0     | 0           | 0           | 1         | 0         |
| —                             | DAV  | [[Fitxer:Flag of Catalonia.svg\|23x15px\|border \|alt=Catalunya\|link=Selecció de futbol de Catalunya\|{{#if:\|]]            | Lleó Solà           | 1     | 0     | 0           | 0           | 1         | 0         |
| —                             | DAV  | [[Fitxer:Flag of Catalonia.svg\|23x15px\|border \|alt=Catalunya\|link=Selecció de futbol de Catalunya\|{{#if:\|]]            | Wenceslau Llorens   | 1     | 0     | 0           | 0           | 1         | 0         |
| Jugadors convidats o puntuals |      | |                     |       |       |             |             |           |           |
| —                             | DAV  | [[Fitxer:Flag of Catalonia.svg\|23x15px\|border \|alt=Catalunya\|link=Selecció de futbol de Catalunya\|{{#if:\|]]            | Ricard Margarit     | 1     | 0     | 0           | 0           | 1         | 0         |
| —                             | DAV  | [[Fitxer:Flag of Catalonia.svg\|23x15px\|border \|alt=Catalunya\|link=Selecció de futbol de Catalunya\|{{#if:\|]]            | Dario Durà          | 1     | 0     | 0           | 0           | 1         | 0         |
| —                             | DAV  | [[Fitxer:Flag placeholder.svg\|23x15px\| \|alt=\|link=Selecció de futbol\|{{#if:\|]]                                         | Homero Quintana     | 1     | 0     | 0           | 0           | 1         | 0         |
| —                             | DAV  | [[Fitxer:Flag of England.svg\|23x15px\|border \|alt=Anglaterra\|link=Selecció de futbol d'Anglaterra\|{{#if:\|]]             | Frank Bastow        | 1     | 0     | 0           | 0           | 1         | 0         |

1. ↑  S'inclouen els jugadors del club que no van disputar parits oficials durant la temporada.
2. ↑  Conegut com Don Gimnàs.
3. 1 2  Jugador a prova.
4. ↑  Jugador de l'Universitari.
5. ↑  Jugador ocasional.

## Competicions
| Competició  | Pos. | PJ | PG | PE | PP | GF | GC | Campió   |
| ----------- | ---- | -- | -- | -- | -- | -- | -- | -------- |
| Copa Macaya | 2n   | 8  | 6  | 1  | 1  | 51 | 4  | Hispània |

## Partits

### Amistosos
| 23 setembre 1900 | FC Barcelona   | 3 – 1 | Català FC | Barcelona                             |  |
|                  | Gamper · Maier |       |           | Velòdrom de la Bonanova · J.Parsons · |  |

| 18 novembre 1900 | FC Barcelona | 0 – 0 | Hispània AC | Barcelona                                         |  |
|                  |              |       |             | Hotel Casanovas · ~4 000 espectadors · Hamilton · |  |

| 2 desembre 1900 | FC Barcelona | 1 – 4 | Hispània AC | Barcelona                 |  |
|                 | A.Witty      |       |             | Hotel Casanovas · Black · |  |

| 16 desembre 1900 | Hispània AC | 2 – 0 | FC Barcelona | Barcelona                          |  |
|                  |             |       |              | Hipòdrom de Can Tunis · Hamilton · |  |

| 23 desembre 1900 | FC Barcelona | 0 – 0 | Societat Espanyola de Futbol | Barcelona                 |  |
|                  |              |       |                              | Hotel Casanovas · Smart · |  |

| 17 gener 1901 | FC Barcelona | [ c ] | Societat Espanyola de Futbol |  |  |
|               |              |       |                              |  |  |

| 24 febrer 1901 | FC Barcelona                     | 6 – 0 | Societat Espanyola de Futbol | Barcelona                 |  |
|                | Gamper · Osso · J.Parsons · o.g. |       |                              | Hotel Casanovas · Black · |  |

| 31 març 1901 | FC Barcelona               | 7 – 0 | RCD Espanyol | Barcelona                  |  |
|              | Gamper · Maier · J.Parsons |       |              | Hotel Casanovas · Gmelin · |  |

1. ↑  El club va rebre un trofeu per aquesta victòria.
2. ↑  Primer Barcelona-Espanyol de la història. L'equip blanc-i-blau s'anomenava en els seus inicis Societat Espanyola de Futbol.
3. ↑  Ambdós equips decideixen no donar cap informació, ni el resultat ni cap altra dada del partit.

### Copa Macaya
| Pos | Equip           | PJ | PG | PE | PP | GF | GC | DG  | Pts | Classificació |
| --- | --------------- | -- | -- | -- | -- | -- | -- | --- | --- | ------------- |
| 1   | Hispània AC (C) | 8  | 7  | 1  | 0  | 39 | 2  | +37 | 15  | Campió        |
| 2   | FC Barcelona    | 8  | 6  | 1  | 1  | 51 | 4  | +47 | 13  |               |
| 3   | Club Espanyol   | 8  | 3  | 0  | 5  | 6  | 6  | 0   | 6   |               |

| 20 gener 1901   | FC Barcelona | 1 – 2 | Hispània AC | Barcelona                          |  |
| 15:00 Jornada 1 | Guirvan      |       | Green       | Camp de l'Hotel Casanovas · Ball · |  |

| 27 gener 1901 | FC Barcelona | 4 - 1 | Club Espanyol de Football | Barcelona                          |  |
| Jornada 2     | Gamper       |       | Munné                     | Camp de l'Hotel Casanovas · King · |  |

| 10 febrer 1901 | Club Franco-Español | 0 - 13 | FC Barcelona              | Barcelona |  |
| Jornada 4      |                     |        | Gamper · Parsons · Girvan | King ·    |  |

| 17 febrer 1901 | FC Barcelona | n/p | AUF Tarragona | Barcelona                   |  |
| Jornada 5      |              |     |               | Camp de l'Hotel Casanovas · |  |

| 17 març 1901 | AUF Tarragona | 0 - 18 | FC Barcelona                                          | Tarragona                    |  |
| Jornada 9    |               |        | Gamper · Black · Parsons · Witty · Terradas · Manchan | 600 espectadors · Chaperon · |  |

| 8 abril 1901 | FC Barcelona                     | 14 - 0 | Club Franco-Español | Barcelona                              |  |
| Jornada 13   | Gamper · Parsons · Black · Witty |        |                     | Camp de l'Hotel Casanovas · Hamilton · |  |

| 14 abril 1901    | Hispània AC | 1 - 1 | FC Barcelona | Barcelona                                                |  |
| 15:30 Jornada 15 | p.p.        |       | Gamper       | Camp del carrer Muntaner · 4.000 espectadors · Manchan · |  |

1. ↑  No es va disputar el partit de la segona volta perquè l'Espanyol es va retirar de la competició.